# Esiri Erheriene-Essi
Esiri Erheriene-Essi (Londen, 18 augustus 1982) is een Britse kunstschilder, tekenaar en collagist. Haar grote en kleurrijke figuratieve schilderijen verbeelden het dagelijks leven en leveren commentaar op de samenleving en de geschiedenis.

## Opleiding en werk
Erheriene-Essi werkt in Amsterdam. Zij studeerde Media Studies aan de University of East London (2001-2004) en in 2006 behaalde ze daar een MFA. Van 2007 tot 2009 verbleef ze in residentie aan De Ateliers in Amsterdam.

## Stijl
Erheriene-Essi maakt figuratieve schilderijen op middelgrote tot grote schaal. Een groot deel van haar praktijk bestaat uit het verzamelen en creëren van een archief van materiaal dat ze mogelijk op kan nemen in haar werk. Ze richt zich hierbij op historische beelden, objecten en documenten.

## Tentoonstellingen & collecties
Erheriene-Essi had onder meer solotentoonstellingen in Galerie Ron Mandos in Amsterdam, Museum Arnhem en De Ateliers in Amsterdam. Haar werk is opgenomen in collecties van het Stedelijk Museum Amsterdam, Institute of Contemporary Art in Miami, het ministerie van Binnenlandse Zaken en het Stedelijk Museum Schiedam.

## Prijzen & nominaties
In 2009 won Erheriene-Essi de Koninklijke Prijs voor de Vrije Schilderkunst. In 2019 werd ze met haar schilderijenserie 'The Inheritance (or Familiar Strangers)' genomineerd voor de Prix de Rome.

## Boeken
- Don't Support The Greedy[5]
- The Future Isn't What It Used To Be[6]